# Susa Templin

Susa Templin im Museum für Konkrete Kunst, Ingolstadt 2022

Susa Templin (* 1965 in Hamburg) ist eine deutsche Künstlerin deren Werk sich durch eine konzeptuelle Auseinandersetzung mit dem Medium Fotografie auszeichnet. Sie befragt seit ihrem Studium die Fotografie in raumgreifenden Installationen auf ihre drei- und vierdimensionalen Qualitäten. In immer neuen Werkgruppen de- und rekonstruiert die Künstlerin den fotografisch erfassten Raum analog und digital und untersucht ihn auf die dritte und die vierte Dimension.

## Leben
Von 1987 bis 1993 studierte Templin an der Staatlichen Hochschule für Bildende Künste – Städelschule in Frankfurt und an der Hochschule der Künste, Berlin. Ein Stipendium der Hessischen Kulturstiftung ermöglichte ihr einen mehrjährigen Arbeitsaufenthalt in New York, wo sie von 1996 bis 2005 lebte und ihr künstlerisches Grundthema in großen Installationen herausarbeitete: die Untersuchung des architektonischen Raumes und die Dimension Zeit im Verhältnis zur Fotografie. In den USA entwickelte sie auch ihren individuellen Umgang mit der Farbfotografie und erweiterte ihre kamerabasierte Arbeit plastisch in den Ausstellungsraum.
Neben ihrer künstlerischen Ausstellungstätigkeit realisiert Susa Templin regelmäßig Kunst-am-Bau-Projekte für öffentliche Gebäude.
Templin lebt in Berlin und Frankfurt am Main und unterrichtet Analoge Fotografie an der HFG (Hochschule für Gestaltung) Offenbach und der HFG Karlsruhe.

## Werk
Kennzeichnend für Susa Templins konzeptuelle Arbeiten ist ihr skulpturaler Umgang mit Fotografie. Sie entwirft Collagen, Modelle, kinetische Objekte und begehbare Installation im Innen- und Außenraum, die in einem inhaltlichen Dialog zueinander stehen. Bei ihren analogen Fotoarbeiten stehen Räume und deren physische und emotionale Erfahrbarkeit im Mittelpunkt. Templin eröffnet in ihren begehbaren Installationen eine visuelle Konzeption von Zeit, die in direkten Bezug zum Raum gesetzt wird.
Seit Beginn ihres Studiums beschäftigen sie Fragen zu einer Fotografie als künstlerisch-räumliches Medium in Abgrenzung zu einer abbildenden, die Wirklichkeit dokumentierenden Fotografie: Das Foto wird von der Künstlerin nicht mehr als Dokument verstanden, sondern als Material zur Erschaffung von eigenen Räumen und als dezidiert künstlerische Ausdrucksform. Die flächige fotografische Abbildung von Raum wird so in Templins Arbeiten zu einer räumlich begehbaren Erscheinung in der Zeit transformiert.
Der Fokus auf Fotografie-immanente künstlerische Fragestellungen zu Licht, Zeit und Raum zieht sich wie ein roter Faden durch ihre Arbeiten. Eine Besonderheit von Templins ist die allen Werkgruppen zugrundeliegende, handwerkliche Arbeit im eigenen analogen Farblabor zur Erzeugung ihrer fotografischen Unikate. Der konzeptionelle Einsatz von Farbe ist ein zentraler Aspekt ihrer Arbeit und verdeutlicht die malerisch-künstlerische Herangehensweise an die Fotografie. Durch formale oder thematische Analogien entstehen seit 1992 vielfältige Werkgruppen, die immer auch das Medium Fotografie selbst reflektieren. Templin arbeitet in Werkzyklen unter anderem an Landscaping, Spatial Abstractions oder dem Verhältnis von Licht, Raum und Zeit.

## Förderpreise und Auszeichnungen (Auswahl)
- Förderpreis der Stiftung Kunstfonds zur Förderung der zeitgenössischen bildenden Kunst[7] (2022)
- Förderpreis der Stiftung Kulturwerk[8] (2021)
- AAResidency des Auswärtigen Amtes Berlin[9] und des Landesverband Berliner Galerien (2019)
- Welde-Kunstpreis für Fotografie,[10] ausgewählt von Florian Ebner u. Luminita Sabau (2013)
- Arbeitsstipendium des Landes Rheinland-Pfalz[11], Künstlerhaus Balmoral (2001)
- Arbeitsstipendium der Hessischen Kulturstiftung[12], New York (1996)
- Arbeitsstipendium des Landes Hessen[13] (1995)
- Kunstförderpreis der Frankfurter Künstlerhilfe[14] (1994)

## Ausstellungen (Auswahl)
- Biennale de l’Image – Paris ’98 – Einzelpräsentation kuratiert von Lewis Baltz, Paris (1998)
- Fishtank, Installation für die EXPO 2000, Hannover (Einzelausstellung, 1999)
- Einsiedler – Vorübergehend, Einzelpräsentation im Rahmen der Ausstellung, Museum Folkwang, Essen (2001)
- Landscaping, Goethe-Institut, Washington, D.C. (Einzelausstellung, 2001)
- Leuchtspur, in Zusammenarbeit mit dem Museum für Moderne Kunst, Frankfurt a. M., mit James Turrell, Joseph Kosuth, Dan Flavin (2002)
- Urbane Sequenzen, Kunsthalle Erfurt (2002)
- Berlin Barock, Berlinische Galerie – Museum für Moderne Kunst, Fotografie und Architektur[15], Berlin (Einzelausstellung, 2006)
- Mehr als das Auge fassen kann. Fotografie aus der Sammlung Deutsche Bank:
  - Pabellón de las Bellas Artes, Buenos Aires, Argentina (2008)
  - Museo de Arte de Lima (MALI), Lima (2007)
  - Museo de Artes Visuales, Colección Santa Cruz – Yaconi, Santiago de Chile (2007)
  - Museo de Arte Moderna (MAM), São Paulo, Brasilien (2007)
  - Museo de Arte Contemporáneo (MARCO), Monterrey (2006)
  - Antiguo Colegio de San Ildefonso, Mexico City (2006)
  - Museo del Banco de la República, Bogota (2006)
- Balmoral Blend, Arp Museum, Remagen (2010)
- Home-Base: Das Interieur in der Gegenwart[16], Kunsthalle Nürnberg (2015)
- Landscaping, Kunsthalle Mannheim, Mannheim (2019)
- Nullpunkt der Orientierung, Kunststiftung DZ Bank,[17] Frankfurt a. M. (2019)
- Die vierte Dimension,[18] Museum für Photographie, Braunschweig (2016)
- Through the Backdoor to the Indoors, Fotogalleriet Format[19], Malmö, Schweden (Einzelausstellung, 2016)
- Room Service, Künstlerhaus Bethanien[20], Berlin (Einzelausstellung, 2015)
- Grundrisse,[21] Kunsthalle Lingen (Einzelausstellung, 2020)
- Das Licht, der Raum und die Zeit,[22] Museum für Konkrete Kunst, Ingolstadt (Einzelausstellung, 2021)
- Durchblick, Susa Templin und Lilly Lulay,[23] Kunststiftung DZ Bank, Frankfurt a. M. (2022)
- Zurück in die Gegenwart, Neue Perspektiven, Neue Werke – Die Sammlung von 1945 bis heute[24], Städel-Museum, Frankfurt a. M. (2023)

## Werke in öffentlichen Sammlungen (Auswahl)
- Sammlung des Städel Museum[25], Frankfurt a. M.
- Berlinische Galerie, Museum für Moderne Kunst[26], Berlin
- Sammlung Kunsthalle Mannheim[27], Mannheim
- Fotografische Sammlung des Museum Folkwang[28], Essen
- Sammlung Museum für Konkrete Kunst, Ingolstadt
- Sammlung Zeitgenössische Kunst des Bundes, Bonn
- Kunst-Sammlung Deutsche Bank / Palais Populaire[29], Berlin und Frankfurt a. M.
- Kunststiftung DZ Bank[30], Frankfurt a. M.
- Sammlung Fotografie des Historischen Museum, Frankfurt a. M.

## Kunst am Bau
- Milk for you all, Gestaltung der Lobby der Finanzämter Frankfurt am Main, Land Hessen (1995)
- Fishtank, temporäre Kunst-am-Bau-Installation für Expo-Café Hannover (1999)
- Grünes Leuchten, Foto-Skulpturen, Polizeipräsidium Dillenburg, Land Hessen (2004)
- Geometrie im roten Garten, Wandarbeit für das Land Hessen, Universitätskliniken Frankfurt a. M. (2009)
- Raum Reformationen, temporäre Installation, Epiphaniaskirche, Frankfurt a. M., (2015)
- Mainschleifen, Polizeipräsidium Südhessen, Offenbach (2022)